# Lista över stopmotionanimerade långfilmer
Detta är en kronologisk lista över stop motion-animerade långfilmer. Listan är inte komplett – huvudsakligen beroende på genrens popularitet i före detta Sovjetunionen och Östeuropa (speciellt nuvarande Tjeckien). I Västeuropa, Nordamerika och Japan har stopmotionanimation dock i huvudsakligen använts för specialeffekter i spelfilmer.

## Stopmotionanimerade långfilmer
- Die Abenteuer des Prinzen Achmed (Tyskland, 1926 )
- Gulliver (Sovjetunionen, 1935)
- Le Roman de Renard (Frankrike, 1937, okänd svensk titel)
- Die sieben Raben (Tyskland, 1937, okänd svensk titel)
- Krabban med guldklorna (Le Crabe aux Pinces d'Or, Belgien, 1947)
- Kejsarens näktergal (Cisaruv slavík, Tjeckoslovakien, 1949, även med spelfilmsinslag)
- Hansel and Gretel (USA, 1954, okänd svensk titel)
- En midsommarnattsdröm (Sen noci svatojanske, Tjeckoslovakien, 1959)
- Willie McBean & His Magic Machine (USA, 1966, okänd svensk titel)
- The Daydreamer (USA, 1966)
- Mad Monster Party (USA, 1969)
- Flåklypa Grand Prix (Norge, 1975)
- Nutcracker Fantasy, (Japan, 1979, okänd svensk titel)
- I go Pogo (USA, 1980)
- Det susar i säven (The Wind in the Willows, Storbritannien, 1983)
- The Adventures of Mark Twain (USA, 1985, okänd svensk titel)
- The Puppetoon Movie (USA, 1987, okänd svensk titel)
- The Nightmare Before Christmas (USA, 1993)
- Gumby the Movie (USA, 1995, okänd svensk titel)
- James och jättepersikan (James and the Giant Peach, 1996, Storbritannien/USA, innehåller även betydande spelfilmsinslag)
- Flykten från hönsgården (Chicken Run, Storbritannien/USA, 2000)
- Miraklernas man (The Miracle Maker, Ryssland/Storbritannien, 2000)
- Wallace & Gromit: Varulvskaninens förbannelse (Wallace & Gromit: The Curse of the Were-Rabbit, Storbritannien/USA, 2005)
- Corpse Bride (USA, 2005)
- Bland tistlar (Sverige, 2005)
- Desmond & Träskpatraskfällan (Sverige, 2006)
- Coraline (USA, 2007)
- Mary and Max (Australien, 2009)
- Den fantastiska räven (USA, 2009)
- Live Freaky! Die Freaky! (USA, 2006)
- Anomalisa (USA, 2015)
- Isle of dogs (USA, 2018)

## Spelfilmer med stopmotioninslag
Om inget annat anges är filmerna amerikanska.
- Nosferatu (Nosferatu, eine Symphonie des Grauens, Tyskland, 1922)
- En försvunnen värld (The Lost World, 1925)
- King Kong (1933)
- Fantomen från Afrika (Mighty Joe Young, 1949)
- Skräcködlan (The Beast From 20 000 Fathoms, 1953)
- Godzilla - monstret från havet (Gojira, Japan, 1954) och dess uppföljare, samt övriga filmer inom Kaiju Eiga-genren.
- It Came from Beneath the Sea (1955)
- Den fantastiska resan (Cesta do praveku, Tjeckoslovakien, 1954)
- The Animal World (1956)
- Anfall från rymden (Earth vs. the Flying Saucers, 1956)
- 20 Million Miles to Earth (1957)
- Sinbads tusen äventyr (The Seventh Voyage of Sinbad, 1958)
- Det fantastiska äventyret (Vynález zkázy, Tjeckoslovakien, 1958)
- Tummeliten (Tom Thumb, Storbritannien, 1958)
- Gullivers resor (3 Worlds of Gulliver, 1960)
- Den hemlighetsfulla ön (Mysterious Island, 1961)
- Bröderna Grimms underbara värld (The Wonderful World of the Brothers Grimm, 1962)
- Jack - jättedödaren (Jack the Giant Killer, 1962)
- Det gyllene skinnet (Jason and the Argonauts, 1963)
- Först på månen (First Men On The Moon, 1964)
- Mary Poppins (1964)
- Giganternas kamp (One Million Years B.C., 1966)
- 7 Faces of Dr. Lao (1964)
- The Valley of Gwangi (1969)
- Akita - solens förbannelse (When Dinosaurs Ruled the Earth, Storbritannien, 1969)
- Sinbads fantastiska resa (The Golden Voyage of Sinbad, 1973)
- Monty Pythons galna värld (Monty Python and the Holy Grail, Storbritannien, 1974) och senare Monty Python-filmer
- Sinbad och tigerns öga (Sinbad and the eye of the tiger), 1977)
- Stjärnornas krig (Star Wars, 1977) och dess uppföljare
- Eraserhead (Eraserhead, 1977)
- Gudarnas krig (Clash of the Titans, 1981)
- Grottmannen (Caveman, 1981)
- The Evil Dead (1981) och dess uppföljare
- Drakdödaren (Dragonslayer, 1981)
- Terminator (The Terminator, 1984)
- Ghostbusters - Spökligan (Ghostbusters, 1984) och dess uppföljare
- Gremlins (Gremlins, 1984) och dess uppföljare
- Indiana Jones och de fördömdas tempel (Indiana Jones and the Temple of Doom, 1984)
- Pee-wees stora äventyr (Pee-wee's Big Adventure, 1985)
- Oz - en fantastisk värld (Return to Oz, 1985)
- The Golden Child (1986)
- Ingen plockar Howard (Howard the Duck, 1986)
- Robocop (1987) och dess efterföljare
- Beetlejuice (1988)
- Willow (1988)
- Baron Münchausens äventyr (The Adventures of Baron Munchausen, Storbritannien/Västtyskland, 1988)
- Älskling, jag krympte barnen (Honey, I Shrunk the Kids, 1989)
- Braindead (1992)
- Coneheads (1993)
- Draken Yala (Dragonworld, 1994)
- Kundun (1997)
- The Life Aquatic with Steve Zissou (2004)